# Conrad Vernon Morton
Conrad Vernon Morton (* 24. Oktober 1905 als Walter Vernon Morton in Fresno, Kalifornien; † 29. Juli 1972 in Washington, D.C.) war ein US-amerikanischer Botaniker. Sein offizielles botanisches Autorenkürzel lautet „C.V.Morton“.   

## Leben
Conrad Vernon Morton wurde am 24. Oktober 1905 in Fresno als Sohn von Walter Crow Morton und Nioma Bartholomew Morton geboren, sein Name lautete zu dieser Zeit noch Walter Vernon Morton. Sein Vater war Besitzer eines Dachdecker- und Baugewerbes, er starb jedoch, als Morton noch sehr jung war. In etwa 1917 heiratete seine Mutter Alva B. McCray, einem Angestellten der Santa Fe Railroad. Auf dem Anwesen der Familie McCray befand sich ein Weingarten sowie weitere Gartenanlagen; der von Mortons Mutter gepflegte Rosengarten enthielt etwa 130 verschiedene Rosensorten. Auch Morton hatte schon als Kind die Gelegenheit, einen eigenen Garten zu bepflanzen und zu pflegen.
1924 begann er ein Studium an der University of California in Berkeley. 1926 änderte er seinen Vornamen in Conrad Vernon. Zunächst widmete er sich dem Studium der Physik, Mathematik, Astronomie sowie slawischer Sprachen, erst später belegte er einen Kurs in allgemeiner Botanik, gefolgt von weiteren Kursen unter anderem in Taxonomie, Algologie und Mykologie. Im Mai 1928 erhielt er den Titel Bachelor of Arts mit der Note cum laude von der University of California.
Zunächst arbeitete er für kurze Zeit als Teaching Fellow in Botany, wechselte jedoch schon bald an die „Division of Plants“ des U.S. National Museum der Smithsonian Institution. Dort widmete er sich bald speziell der Erforschung der Gesneriengewächse (Gesneriaceae) und der Nachtschattengewächse (Solanaceae), ab Mitte der 1930er Jahre verstärkt auch verschiedener Farne. 1939 wurde er zum Assistenten des Kurators für Blütenpflanzen ernannt und besuchte Vorlesungen der George Washington University. Obwohl er keinen Master-Abschluss besaß, wurde er dort als Doktorand angenommen, musste jedoch 1946 seine Arbeiten dafür einstellen, da er zum assoziierten Kurator, (ab 1948 bis 1970 Kurator) der neu gegründeten „Division of Ferns“ des „Departement of Botany“ des U.S. National Museums ernannt wurde. Von 1948 bis 1959 war er zudem ausführender Kurator der „Division of Cryptogams“ des Museums.
1970 wurde er zum „Senior Botanist“ ernannt, wodurch er von allen administrativen Aufgaben befreit wurde. Morton nutzte diese Gelegenheit, um sich wieder den Nachtschattengewächsen, speziell den argentinischen Nachtschatten (Solanum) zu widmen. Anfang 1972 verbrachte er dazu drei Monate in Argentinien, arbeitete im Anschluss an der Fertigstellung seiner Arbeiten zu diesem Thema, verstarb jedoch unerwartet am 29. Juli 1972 in Washington. Die Ergebnisse seine Arbeiten wurden von Armando Hunziker und Lyman Smith fertiggestellt und 1976 veröffentlicht.

## Dedikationsnamen
Um die Arbeiten Mortons zu würdigen, wurde eine Vielzahl neuer Taxa durch unterschiedliche Autoren nach ihm benannt. Dazu zählen die Gattungen Mortoniella Woodson aus der Familie der Hundsgiftgewächse (Apocynaceae), Mortoniodendron Standl. &  Steyerm. aus der Familie der Malvengewächse (Malvaceae), Mortoniopteris Pic.Serm. aus der Familie der Hautfarngewächse (Hymenophyllaceae) und Neomortonia Wiehler aus der Familie der Gesneriengewächse (Gesneriaceae). Darüber hinaus gibt es mehrfach auch Arten, deren Epitheton auf Morton verweist.